# Wallace (Sin City)
Wallace es un personaje ficticio de la novela gráfica Sin City de Frank Miller.

## Biografía

### Hell and Back
Wallace, un ex navy seal, artista y ocasional cocinero pierde su trabajo como pintor de pornografía después de desgarrar su contrato de trabajo de mala calidad en frente de la casa editorial. De camino a casa, él rescata a una mujer suicida llamada Esther después de que ella se tiró al mar. En su casa, Esther es atendido por la mujer de Wallace, Mrs. Mendoza, una exenfermera. Wallace le ofrece a comprarle una bebida en un bar cercano. Al tiempo que toma un paseo, se dan un beso, antes, Wallace es golpeado por un dardo tranquilizante y cae inconsciente.
Cuando vuelve en sí, es arrestado por policías abusivos por vagancia. En la celda, medita y recuerda que Esther fue secuestrada por dos hombres. Cuando se informa de ello al Liebowitz el teniente de policía, se le dice que se calle sobre el asunto. De camino a casa, Wallace se intimida a despedir a su investigación sobre el secuestro por los mismos agentes que lo pusieron en la cárcel. Él ataca y roba a ellos. De vuelta en su casa, la señora Mendoza dice Wallace que ella tomó Esther tarjeta de negocios, con la dirección de Esther en él. Se dirige a casa de Esther, donde se encuentra con Delia, que dice ser compañero de cuarto de Esther y da un pase a él. Una vez allí, son atacados por un francotirador y Manute. Después de Wallace los derrota, se van y se persigue un Mercedes, que también se distribuye por Wallace.
Desde que su coche es acribillado a balazos y fácilmente identificable, Wallace visita a su antiguo capitán de la Marina sello y su amante masculino Jerry en una granja cercana. Después de cambiar los coches, Wallace y Delia alquilar una habitación en un hotel. Wallace le ordena quitarse la ropa, acostarse en la cama y cerró los ojos. Esperando sexo, ella cumple y las esposas de Wallace a la cama. Luego le dice que él sabe que no es compañero de cuarto de Esther, porque su olor de humo de cigarrillo no estaba en Esther, pero inmediatamente después de ser baleado por un francotirador a través de la ventana. Cuando Wallace regresa a la conciencia que se pone en un coche por esbirro Gordo Delia y está drogado por el farmacólogo Maxine. En el interior del maletero del coche es el cuerpo de una joven, a insinuar Wallace es un asesino de niños que pasó por encima de un acantilado en estado de ebriedad. Wallace es rescatada por su antiguo capitán. El muy alucinante Wallace y su tortura capitán uno de los francotiradores perimetrales supervivientes para discernir ubicación Esther `s, que se encuentra en un complejo de la antigua fábrica. En su camino, el Delia encuentro de grupo y las atacan. El capitán muere, pero Wallace consigue forzar a Maxine para administrar un antídoto para sus alucinaciones, antes de que accidentalmente le dispara demasiado. A continuación, también graba las heridas de Delia y toma cuerpo del Capitán de nuevo a Jerry.
Wallace va al complejo de la fábrica vieja, donde se encuentra con una operación de mercado negro que trafica con los bebés, las mujeres y los órganos vivos. Él va a la casa de Teniente Liebowitz a contarle lo de la trata de personas, sólo para descubrir que el teniente sabía desde el principio y se encuentra en la toma. Mientras están hablando, suena el teléfono y Wallace se ofrece la vida de Esther a cambio de él dejando que el funcionamiento del mercado negro continúe. Wallace acepta, y se va a recuperar Esther de la granja de la familia abandonada Roark. Cuando encuentra Esther desnuda en el granero, él pone su abrigo Kevlar en ella. Al salir, son atacados por un helicóptero, que se distribuye por Jerry que aseguró el perímetro. Wallace y Jerry tomar Esther al hospital. Poco después, las víctimas de la fábrica traficking son traídos por la policía, bajo las órdenes del teniente Liebowitz. Después de unos días, él y Esther salieron de Basin City.

## Apariciones en cómics
- Hell and Back (1999-2000)

## Cine
Robert Rodriguez dijo que quería incluir a Wallace en la franquicia cinematográfica de Sin City. También dijo que la primera opción para este personaje era Johnny Depp.
- Datos: Q3561758